# Elecciones parlamentarias del Alto Karabaj de 1991
El 28 de diciembre de 1991 se celebraron elecciones parlamentarias en Artsaj. Se eligió un total de 81 miembros de la Asamblea Nacional.

## Antecedentes
El 30 de agosto de 1991, Azerbaiyán decidió abandonar la Unión Soviética (de la que había sido parte como RSS azerí) y dio a luz a la república de Azerbaiyán. El 2 de septiembre, el Soviet Supremo de Nagorno-Karabaj decidió no seguir a Azerbaiyán y votó a favor del establecimiento de una entidad estatal autónoma. El 26 de noviembre, el Consejo Supremo de Azerbaiyán en sesión extraordinaria votó una moción para la abolición del estatuto autónomo de Karabaj, pero el Tribunal Constitucional soviético la rechazó dos días después porque ya no era un asunto sobre el que Azerbaiyán podía legislar. El 10 de diciembre de 1991, la recién formada república de Artsaj aprobó el referéndum confirmatorio, al que siguieron precisamente las primeras elecciones políticas el 28 de diciembre de 1991.

## Resultados
Lista de los miembros seleccionados:
| - Murad A. Petrosyan - Arkady A. Ghoukasyan - Radik T. Hayriyan - Felix M. Gabrielyan - Garik B. Petrosyan - Roles G. Aghajanyan - Vladik A. Hakobyan - Boris S. Arushanyan - Hrant Kh. Khachatryan - Slava R.Aghajanyan - Robert S. Kocharyan - Valery L. Balayan - Boris G. Babayan - Rudik L. Hyusnunts | - Ishkhan G. Avetisyan - Valery S. Ghazaryan - Levon H. Melik-Shahnazaryan - Karen Z. Baburyan - Arkady M. Manucharov - Georgy M. Petrosyan - Serge A. Sargsyan - Zhirayr T. Poghosyan - Serge Z. Arushanyan - Vyacheslav R. Aghabalyan - Ashot G. Sargsyan - Samvel A. Babayan - Valery A. Alexanyan - Hrant R. Safaryan | - Kamo I. Barseghyan - Maxim M. Mirzoyan - Arshavir A. Glastyan - Gurgen A. Mangasaryan - Suren G. Tsaturyan - Vitaly M. Balasanyan - Alyosha G. Gabrielyan - Emil S. Abrahamyan - Vachagan G. Hayriyan - Vigen S. Grigoryan - Susanna L. Balayan - Arthur A. Mkrtchyan - Manvel S. Grigoryan - Igor M. Muradyan | - Grisha A. Hayrapetyan - Arthur A. Aghabekyan - Slava M. Movsesyan - Nerses M. Ohanjanyan - Vagif L. Galstyan - Zhora Sh. Poghosyan - Roma A. Karapetyan - Edik H. Vanyan - Gurgen V. Antonyan - Ararat D. Sargsyan - Grisha M. Badalyan - Jems Sh. Ghahramanyan - Vahan M. Gabrielyan - Vasily A. Atajanyan | - Boris Kh. Hakobyan - Norayr E. Danielyan - Gurgen S. Nersisyan - Raphael A. Sayiyan - Roma J. Aghabekyan - Barmen S. Grigoryan - Slavik S. Abrahamyan - Zori H. Balayan - Grigory A. Gasparyan - Davit R. Ishkhanyan - Grigory Y. Nassibyan - Razmik G. Balayan - Leonard G. Petrosyan - Mikael A. Hovhannisyan | - Hamlet V. Grigoryan - Oleg Y. Yesayan - Vachagan A. Ishkhanyan - Bako S. Sahakyan - Vladimir S. Kasyan - Vagharshak B. Arushanyan - Grisha H. Hwvhannisyan - Hakob I. Khdryan - Roma B. Arustamyan - Arkady H. Jlavyan - Sergey R. Chalyan - Samson Sh. Voskanyan - Shahen V. Hovsepyan - Shahen Z. Meghryan |